# ペトロパブル

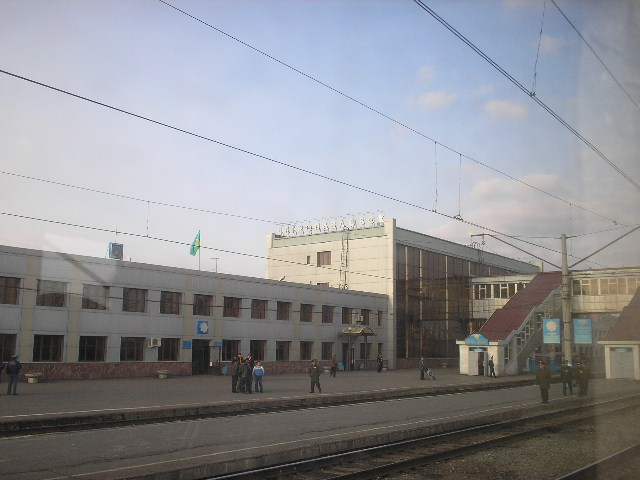
ペトロパブル駅

ペトロパブル（Петропавл、ラテン文字：Petropavl、ロシア語：Петропавловск（ペトロパブロフスク））は、カザフスタン共和国の都市。北カザフスタン州の州都。人口193,300人（2007年現在）。カザフ語では、口語的にはクズルジャル（カザフ語:Қызылжар）として呼ばれることもある。
近くにエシム川が流れ、ロシア連邦の都市オムスクからシベリア鉄道に沿って350キロメートル西に位置する。ペトロパブル空港（en:Petropavl Airport）でカザフスタン国内の都市と結ばれている。
1752年にロシアによって砦が建設され、入植が行われた。その後、絹や絨毯の交易で発展した。

## 友好姉妹都市
- オムスク、ロシア

## 出身人物
- アレクサンドル・ヴィノクロフ - ロードレース銀メダリスト